# Valkeinen (sjö i Laukas, Mellersta Finland)
Valkeinen är en sjö i kommunen Laukas i landskapet Mellersta Finland i Finland. Sjön ligger 103,8 meter över havet. Den är 8,3 meter djup. Arean är 57 hektar och strandlinjen är 6,67 kilometer lång. Sjön  ingår i Kymmene älvs huvudavrinningsområde.   Den ligger omkring 27 kilometer norr om Jyväskylä och omkring 260 kilometer norr om Helsingfors. 